# Fiat 1100
Den här artikeln rör Fiat 1100-103 och dess efterträdare. För den äldre Fiat Balilla 1100, se: Fiat 508.
Fiat 1100 är en personbil, tillverkad av den italienska biltillverkaren Fiat mellan 1953 och 1969.

## 1100-103 (1953-60)
På Genèvesalongen 1953 presenterades Nuova 1100, eller 1100-103. Den hade ny, självbärande kaross, med självmordsdörrar fram. Mekaniken baserades på företrädaren. Senare samma år tillkom den starkare 103 TV (Turismo Veloce) och 1954 kombi-versionen Familiare. TV-versionen var en populär rallybil.
1956 kom den uppdaterade 103E, med starkare motorer och modifierad front. 
I oktober 1957 avlöstes den av 103D, med starkare motor och större bagageutrymme. 1959 kompletterades programmet med den lyxigare 103H, eller 1100 Lusso. 
Produktionen uppgick till 742 000 exemplar.

## 1200 Granluce (1957-60)
På Turin-salongen 1957 presenterades 1200. Den ersatte TV-modellen och hade, förutom större motor, modernare kaross med rätthängda framdörrar, nytt tak och större fönsterytor.
Produktionen uppgick till 400 000 exemplar.

## 1100 (1960-69)
1960 avlöstes 103D- och H-modellerna av 1100 Export och Special. Export hade den äldre 103-karossen, medan Special hade en ny kaross med rätthängda framdörrar, baserad på 1200:n. 
Hösten 1962 ersattes båda modellerna av 1100D, med 1200cc motor. 
Sista utvecklingen blev 1100R, från februari 1966. R-varianten var en billig instegsmodell som kompletterade Fiat 124. Den ersattes av Fiat 128. 1100R importerades inte till Sverige. 
Produktionen uppgick till 945 000 exemplar. Fiat sålde sedan tillverkningsrätten till Indien, där bilen fortsatte att tillverkas under namnet Premier Padmini, en kopia av 1100D, ej 1100R.

## 1100/1200 Trasformabile (1955-59)
- Se under huvudartikeln: Fiat Pininfarina Spider.

## Motorer
| Modell       | Årsmodell | Motor              | Cylindervolym | Effekt   | Bränslesystem   |
| ------------ | --------- | ------------------ | ------------- | -------- | --------------- |
| 1100         | 1953-60   | 4-cyl radmotor ohv | 1089 cm³      | 36-43 hk | Enkel förgasare |
| 1100 TV      | 1954-57   | 4-cyl radmotor ohv | 1089 cm³      | 50-53 hk | Enkel förgasare |
| 1200         | 1957-60   | 4-cyl radmotor ohv | 1221 cm³      | 55-58 hk | Enkel förgasare |
| 1100 Lusso   | 1959-60   | 4-cyl radmotor ohv | 1089 cm³      | 50 hk    | Enkel förgasare |
| 1100 Special | 1961-62   | 4-cyl radmotor ohv | 1089 cm³      | 55 hk    | Enkel förgasare |
| 1100 D       | 1963-66   | 4-cyl radmotor ohv | 1221 cm³      | 55 hk    | Enkel förgasare |
| 1100 R       | 1967-69   | 4-cyl radmotor ohv | 1089 cm³      | 48 hk    | Enkel förgasare |

## Bilder

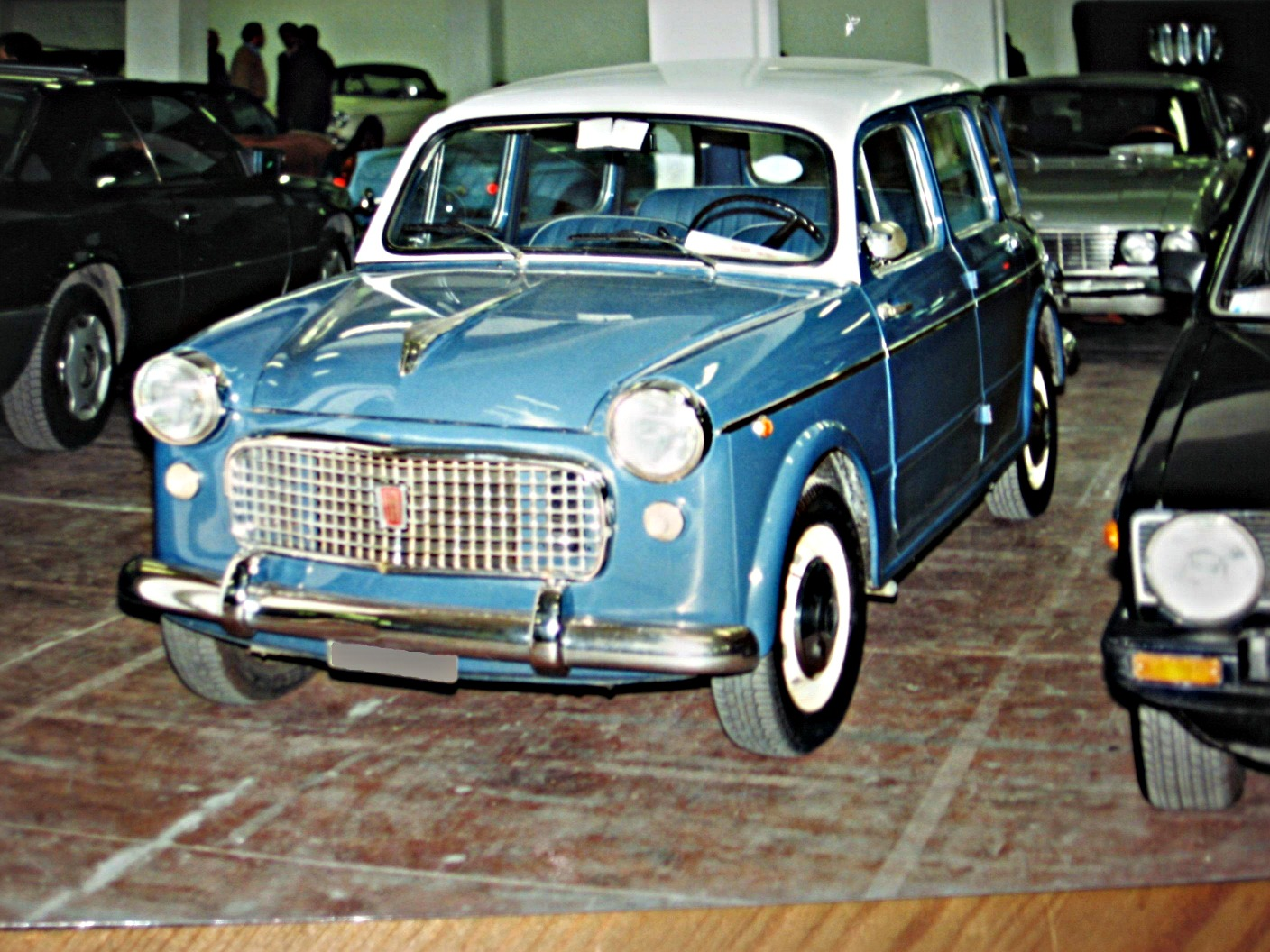
1100-103 Familiare
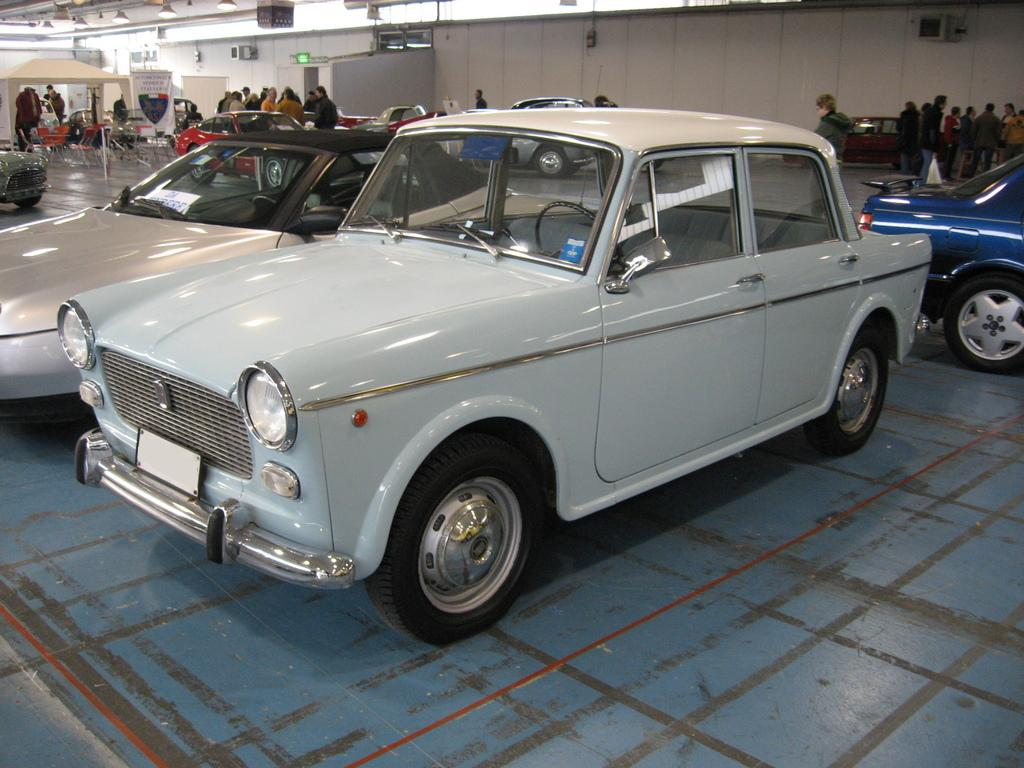
1100 D
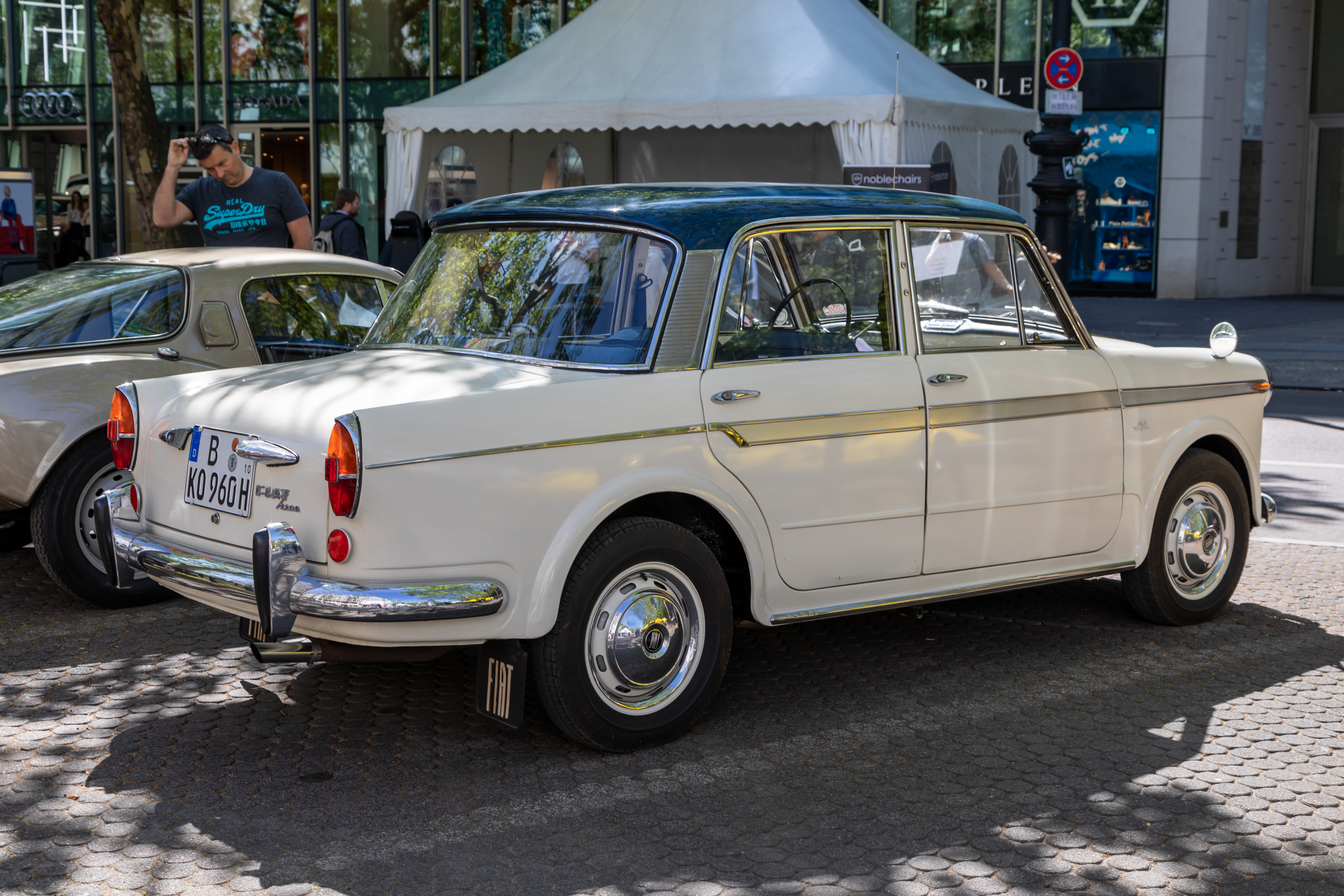
1200 Granluce